# 笠原政晴
笠原 政晴（かさはら まさはる）は、戦国時代から安土桃山時代にかけての武将。後北条氏の家臣。「政尭」（まさたか）で広く知られるが、これは俗説で北条氏の文書上では「政晴」（まさはる）とされる。

## 略歴
松田憲秀の長男。尚、「政」の字は北条氏政から偏諱を受けたものである。
従来、笠原信為の子・康勝の養子となってその後を継いだとされていたが、北条氏の文書では天正3年（1575年）に笠原綱信の子である美作守某の跡継ぎである千松が幼少であったために、天正11年（1583年）までの9年間の約束で陣代として笠原氏と伊豆郡代の地位を継いだことが判明している（松田敬一郎家所蔵文書「天正3年3月2日付北条氏政判物」）。
天正7年（1579年）に甲斐武田氏と北条氏の同盟関係が解消されると、武田家と隣接する防衛線には重臣が配されたが、中でも要害とされた武田氏の沼津城に隣接している戸倉城の守備を任された。が、その後2年間、他の諸城では武田氏との小競り合いが続き、戦功をあげる報告も届いたが、戸倉城からの戦功報告はなく、家中では「臆病者」との風説が広がり、立場を悪くしていった。そんな最中、武田家臣で沼津城主の曾根昌長から内応を持ちかけられ、天正9年（1581年）10月には武田氏に内応し、北条氏を離反。武田氏の支援を受け、同族（康勝の実子）の笠原照重（てるしげ）を攻めて敗死させている。
甲州征伐により武田氏が滅亡した後は戸倉城も失い、路頭に迷っていたが、父の憲秀の取り成しもあって北条氏に帰参を果たし、剃髪して正巌と号した。
豊臣秀吉の小田原征伐では憲秀と共に秀吉方に降ろうとしたことが、実弟の直秀の密告により露見し、憲秀は監禁され、政晴も城内で殺害されたとされる。

## 付記
一説で政晴は武田家滅亡の際に戸倉城が攻め落とされた後、北条氏政に許されて出家して僧・蔵六坊正厳和尚になり、静岡県三島市の蔵六寺を開山したが、当寺の創建は、天文2年（1533）に土地の土豪であった後藤石見守が正厳和尚を招いて開山したと伝えられるので、政晴の経歴と年代的に合わない。
また同じ三島市の法華寺に、笠原政尭は笠原隼人佐とも言われ、寛永3年（1626年）60歳で病没したと言い伝えられている。墓は三島市東本町1丁目の法華寺にある。その墓の表には｢笠原院春山宗永居士｣と刻し、その裏面に｢笠原助之進延宝七年（1679年）霜月六日建｣とある。

## 子孫
「小須戸組旧家書上略」には結新田の名主重助の先祖は北条の家臣松田尾張守長男笠原新六郎の長男笠原勘助としている。勘助は浪人となり、越後国へ下り、村松山手嶽村に来て、沖新保・山王興野・山崎村・島原村（現在の西蒲原郡黒埼町）を開発し、慶長13年（1608年）に島原村肝煎役となっている。その後、延享3年（1746年）に子孫の勘助が結新田（現在の新潟市秋葉区結）の名主となり、その後は結新田の名主として続いている。